# Kanmu japán császár
Kanmu japán császár (桓武天皇 Kanmu-tennō) volt az ötvenedik császár a hagyományos öröklődés szerint. Kanmu 781 és 806 között uralkodott.

## Általános tudnivalók
Kanmu eredeti neve Yamabe (山部) volt. Ő volt Shirakabe herceg legidősebb fia (később Kōnin császárként ismert), és még Shirakabe trónra emelkedése előtt született. A Shoku Nihongi (続日本紀) szerint Yamabe anyja, Yamato no Niigasa (később Takano no Niigasaként ismert), Muryeongnak, Baekje királyának, a tizedik generációs leszármazottja volt.
Miután apja császár lett, Kanmu féltestvére, Osabe herceget koronaherceg rangra nevezték ki. Az ő anyja Inoe hercegnő volt, Shōmu hercegnő egyik lánya, de Osabe helyett később Kanmut nevezték ki trónörökösnek. Miután Inoét és Osabe herceget bezárták, majd 775-ben meghaltak, Osabe húga – Kanmu féltestvére, Sakahito hercegnő – Kanmu felesége lett. Később, amikor 781-ben trónra lépett, Kanmu az öccsét, Sawara herceget, akinek az anyja Takano no Niigasa volt, koronahercegnek nevezte ki. Hikami no Kawatsugu, Temmu császár fiúunokájának egyik fia Shioyaki herceg és Shōmu lánya–ban megkíséreltek egy puccsot, de elbuktak és Kawatsugut és anyját száműzték. 785-ben Sawarát kiűzték, majd száműzetésben meghalt.
Kanmunak 16 császárnéja és hitvese, 32 császári fia és lánya volt. Közülük három fiú léphetett trónra: Heizei császár, Saga császár és Junna császár. Néhány utódja (Kanmu taira vagy Kanmu Heishi néven ismert) felvette a Taira örökletes törzsi nevet és a későbbi generációk kiváló harcosokká váltak. Mint például Taira no Masakado, Tairo no Kiyomori és (egy további családnévbővítéssel) a Hōjō klán. A waka költő Ariwara no Narihira az ő egyik fiúunokája volt.
Kanmu sírjánál hagyományosan hódolnak; az Imperial Household Agency Kashiwabara no Misasagit (柏原陵, Kashiwabara Imperial Mausoleum), Fushimi körzetben, Kyotoban, jelölte ki a Kanmu mauzóleum helyét.

## Kanmu életének eseményei
Kanmu egy aktív császár volt, aki megpróbálta konszolidálni a hierarchiákat és funkciókat a kormányzásban. Kanmu kijelölte Sakanoue no Tamuramarot (758–811) hogy vezessen egy katonai expedíciót az Emishi ellen.
- 737: Kanmu születése.
- 773: Megkapta a koronahercegi címet.
- 781. április 30.: A Kōnin uralom 11. évében lemondott; és az utódlást fia, Kanmu kapta meg. Röviddel ezután, Kanmu császár lépett a trónra. Uralkodása alatt, Japán fővárosa Narából (Heijō-kyō) Nagaoka-kyōba költözött, 784-ben. 794-ben a fővárost megint áthelyezték.
- 782. július 28.: A Fujiwara no Uona sadaijin részt vett egy incidensben, aminek eredményeképp kivonták a hivatalból és száműzték Kyushiba. Betegség miatt megengedték Uonának, hogy visszatérjen a fővárosba, ahol meghalt; halála után a száműzetési parancsot elégették és visszaállították hivatalát. Ugyanebben az időkeretben, Fujiwara no tamaro neve Udajinra cserélődött. Azokban a napokban, amíg sadaijin és udaijin tisztségek üresek voltak, a jelentősebb tanácsadók (a dainagon) és a császár magukra vállalták a felelősségeket és az erőket, amik máskülönben ki lettek volna küldetve.
- 783: Tamaro udaijin 62 évesen meghalt.
- 783: Fujiwara no Korekimi lett az új udaijin hogy pótolja Fujiwara no Tamarot.
- 793: Dengyō vezetése alatt elkezdődött az Enryaku templom építése.
- 794: A fővárost újra áthelyezték, ezúttal Heian-kyōba, ahol a palotát Heian no Miyának nevezték el (平安宮, "nyugottság/béke palotája").
- 794. november 17: A császár Narából bevonult az új fővárosba, Heian-kyōba. Ez jelöli a Heian-kor kezdetét.
- 806.: Kanmu 70 évesen meghalt. Uralkodása 25 évig tartott.

Kanmu uralkodásának korszakai
- Ten'ō (781–82)
- Enryaku (782–806)

## Politika
A buddhizmus császári támogatása, Shōtoku herceggel (574–622) kezdődően, a papság általános politizációjához (politicization), valamint a cselszövések és korrupciók számának növekedéséhez vezetett. 784-ben Kanmu a fővárost Narából Nagaoka-kyōba helyezte, hogy megtörje az erős narai buddhista szervezetek politikai hatalmát – míg a főváros elköltözött, a főbb buddhista templomok Narában maradtak. Sőt, kiadtak egy rendeletet 771-től egészen a Kūkai periódus alatt, ami például megkísérelte limitálni a buddhista papok és a templomok számát. Azonban a költöztetést természeti katasztrófák sora követte, beleértve a fél város elöntését. 785-ben az új főváros fő építőmestere és a király kedvence, Fujiwara no Tanetsugu, gyilkosság áldozata lett.
Eközben, Kanmu seregei kitolták a birodalom határait. Ez lázadáshoz vezetett, és 789-ben Kanmu seregének bukásához. 789-ben még nagy szárazság és éhínség is volt – a főváros utcái betegek tömegével volt elárasztva, és az emberek elkerülték a besorozást a seregbe vagy a kényszermunkába. Sokan buddhista papoknak álcázták magukat ugyanazon okból. Aztán 794-ben Kanmu hirtelen újra áthelyezte a fővárost, ezúttal Heian-kyōba, ami ma Kyoto. Az új fővárost már az előző év elején elkezdték kialakítani, de olyan hirtelen volt a változás, hogy még több zavarhoz vezetett a lakosság körében.
Politikailag Kanmu alátámasztotta a törvényét úgy, hogy megváltoztatta a tantervet az egyetemen. Még mindig a konfuciánus ideológia szolgáltatott létjogosultságot a császári hivatalnak. 784-ben Kanmu engedélyezte az új kurzus tanítását, ami a Tavaszok és Őszök Krónikáján alapszik, ami két újonnan importált kommentáron alapszik: Kung-yang és Ku-liang. Ezek a kommentárok politikai szónoklatokat használtak ahhoz, hogy támogassa azt az államot, ahol a császárnak, mint „Ég Fiának”, ki kell terjesztenie a befolyását a barbár földekre, ezáltal megörvendeztetve az embereket. 798-ban a két kommentár kötelezővé vált az állami egyetemen.
Kanmu támogatta Saichō és Kūkai szerzetesek utazását Kínába, ahonnan visszatértek, hogy megalapítsák a Tendai és Shingon buddhizmus japán gyökereit.

## Kugyō
Kugyō (公卿?) egy összefoglaló név azokra a legnagyobb hatalommal bíró férfiakra, akik a japán császári udvar tagjai lettek a Meijit megelőző időszakban. Általánosságban, ez az elit csoport egyszerre csak 3-4 férfiból állt. Ők örökletes udvaroncok voltak, akiknek a tapasztalatuk és hátterük, életük karrierjének csúcsára vitte volna őket. Kanmu uralkodása alatt, a Daijō-kan csúcspontja tartalmazta:
- Sadaijin, Fujiwara no Uona　(藤原魚名),　781–782.[13]
- Sadaijin, Fujiwara no Tamaro　(藤原田麿),　783.
- Udaijin, Ōnakatomi no Kiyomaro　(大中臣清麿),　771–781
- Udaijin, Fujiwara no Tamaro　(藤原田麿), 782–783.[13]
- Udaijin, Fujiwara no Korekimi　(藤原是公),　783–789.[13]
- Udaijin, Fujiwara no Tsuginawa　(藤原継縄),790–796.[13]
- Udaijin, Miwa ōkimi or Miwa oh　(神王), 798–806
- Udaijin, Fujiwara no Uchimaro (藤原内麻呂) (756–812), 806–812.[13]
- Dainagon

Amikor egy chūnagon lánya Ate koronaherceg (később Heizei-tennōként ismert) kedvenc hitvestársává vált, hatással volt a lány apjának hatalmára és pozíciójára az udvarban. Kanmu elítélte Fujiwara no Kusukot (藤原薬子 ?-810?), Fujiwara no Tadanushi lányát; és eltávolíttatta fia háztartásából.
- Chūnagon, Fujiwara no Tadanushi[23]

## Hitvesek és gyerekek
Kanmu császár császári családja 36 gyereket tartalmazott.
A császárnéja Fujiwara no Otomuro (藤原乙牟漏) (760–790) volt, Fujiwara no Yoshitsugu (藤原良継) lánya
- Ate (安殿親王) császári herceg (Heizei császár) (774–824)
- Kamino (賀美能親王/神野親王) császári herceg (Saga császár) (786–842)
- Koshi (高志内親王) (789–809) császári hercegnő, Ōtomo herceghez ment hozzá (később Junna császár)

Hi: Sakahito (酒人内親王) (754–829) hercegnő, Kōnin császár lánya
- Asahara (朝原内親王) (779–817) császári hercegnő, 12. Saiō az Isei Nagyszentélyben (782–796 előtt), Heizei-hez ment hozzá

Bunin: Fujiwara no Tabiko (藤原旅子) (759–788), Fujiwara no Momokawa lánya
- Ōtomo (大伴親王) császári herceg (Junna császár) (786–840)

Bunin: Fujiwara no Yoshiko (藤原吉子) (?–807), Fujiwara no Korekimi lánya
- Iyo (伊予親王) (?–807) császári herceg

Bunin: Tajihi no Mamune (多治比真宗) (769–823), Tajihi no Nagano (多治比長野) lánya
- Kazurahara (葛原親王) (786–853) császári herceg
- Inaba (因幡内親王) (?–824) császári hercegnő
- Anou (安濃内親王) (?–841) császári hercegnő
- Sami (佐味親王) (793–825) császári herceg
- Kaya (賀陽親王) (794–871) császári herceg
- Ōno (大野親王/大徳親王) (798–803) császári herceg

Bunin: Fujiwara no Oguso (藤原小屎), Fujiwara no Washitori lánya
- Manta (万多親王) (788–830) császári herceg

Nyōgo: Tachibana no Miiko (橘御井子), Tachibana no Irii (橘入居) lánya
- Sugawara (菅原内親王) (?–825) császári hercegnő
- Kara (賀楽内親王) (?–874) császári hercegnő

Nyōgo: Fujiwara no Nakako (藤原仲子), Fujiwara no Ieyori (藤原家依) lánya
Nyōgo: Fujiwara no Shōshi (藤原正子), Fujiwara no Kiyonari (藤原清成) lánya
Nyōgo: Ki no Otoio (紀乙魚) (?–840)
Nyōgo: Kudara no Kyōhō (百済教法) (?–840), Kudara no Shuntetsu (百済俊哲) lánya
Udvarhölgy: Fujiwara no Kamiko (藤原上子), Fujiwara no Oguromaro (藤原小黒麻呂) lánya
- Shigeno (滋野内親王) (?–857) császári hercegnő

Udarhölgy: Tachibana no Tsuneko (橘常子) (788–817), Tachibana no Shimadamaro (橘島田麻呂) lánya
- Ōyake (大宅内親王) (?–849) császári hercegnő, Heizeihez ment hozzá

Udvarhölgy: Sakanoue no Matako (坂上全子) (?–790), Sakanoue no Karitamaro (坂上刈田麻呂) lánya
- Takatsu (高津内親王) (?–841) császári hercegnő, Saga császárhoz ment hozzá

Udvarhölgy: Ki no Wakako (紀若子), Ki no Funamori (紀船守) lánya
- Asuka (明日香親王) (?–834) császári herceg

Udvarhölgy: Fujiwara no Kawako (藤原河子) (?–838), Fujiwara no Ōtsugu (藤原大継) lánya
- Nakano (仲野親王) (792–867) császári herceg
- Ate (安勅内親王) (?–855) császári hercegnő
- Ōi (大井内親王) (?–865) császári hercegnő
- Ki (紀内親王) (799–886) császári hercegnő
- Yoshihara (善原内親王) (?–863) császári hercegnő

Udvarhölgy: Kudara no Kyōnin (百済教仁), Kudara no Bukyō (百済武鏡) lánya
- Ōta (大田親王) (793–808) császári herceg

Udvarhölgy: Fujiwara no Azumako (藤原東子) (?–816), Fujiwara no Tanetsugu (藤原種継) lánya
- Kannabi (甘南備内親王) (800–817) császári hercegnő

Udvarhölgy: Sakanoue no Haruko (坂上春子) (?–834), Sakanoue no Tamuramaro (坂上田村麻呂) lánya
- Fujii (葛井親王) (800–850) császári herceg
- Kasuga (春日内親王) (?–833) hercegnő

Udvarhölgy: Fujiwara no Heishi/Nanshi (藤原平子/南子) (?–833), Fujiwara no Takatoshi (藤原乙叡) lánya
- Ito (伊都内親王) (801–861 körül) császári hercegnő, Abo herceghez ment hozzá

Udvarhölgy: Tachubana no Tamurako (橘田村子), Tachibana no Irii (橘入居) lánya
- Ikenoe (池上内親王) (?–868) császári hercegnő

Udvarhölgy: Kudara no Jōkyō (百済貞香), Kudara no Kyōtoku (百済教徳) lánya
- Suruga (駿河内親王) (801–820) császári hercegnő

Udvarhölgy: Nakatomi no Toyoko (中臣豊子), Nakatomi no Ōio (中臣大魚) lánya
- Fuse (布勢内親王) (?–812) császári hercegnő, 13-madik Saiō az Isei Nagyszentélyben, 797–806

Udvarhölgy: Kawakami no Manu (河上真奴), Nishikibe no Haruhito (錦部春人) lánya
- Sakamoto (坂本親王) (793–818) császári herceg

Udvarhölgy (Nyoju): Tajihi no Toyotsugu (多治比豊継), Tajihi no Hironari (多治比広成) lánya
- Nagaoka no Okanari (長岡岡成) (?–848), el lett távolítva a császári családból azáltal, hogy megkapta a császár családnevét (Shisei Kōka, 賜姓降下) 787-ben

Udvarhölgy: Kudara no Yōkei (百済永継), Asukabe no Natomaro (飛鳥部奈止麻呂) lánya
- Yoshimine no Yasuyo (良岑安世) (785–830), el lett távolítva a császári családból azáltal, hogy megkapta a császár családnevét (Shisei Kōka, 賜姓降下) 802-ben

## Hagyomány
2011-ben, Akihito császár azt mondta a riportereknek, hogy „Én, a részemről, biztos rokonságot érzek Koreával, a tény adott, hisz fel van jegyezve a Japán Krónikákban, hogy Kanmu császár anyja Baekje királya, Muryong vonaláról származik.” Ez volt az első alkalom, hogy egy japán császár publikusan kijelentette, hogy van koreai vér a császári vonalon. A Shoku Nihongi szerint, Kanmu császár anyja, Takano no Niigasa Junda herceg egyik leszármazottja, aki Muryeong fia, aki 513-ban halt meg Japánban (Nihon Shoki 17. fejezet).

## Fordítás
- Ez a szócikk részben vagy egészben  az   Emperor Kanmu című angol Wikipédia-szócikk fordításán alapul.  Az eredeti cikk szerkesztőit annak laptörténete sorolja fel. Ez a jelzés csupán a megfogalmazás eredetét és a szerzői jogokat jelzi, nem szolgál a cikkben szereplő információk forrásmegjelöléseként.